# José Barreiro
Pour les articles homonymes, voir José María Barreiro et Barreiro (homonymie).
José Barreiro (né le 16 mars 1920 à Buenos Aires) est un footballeur argentin devenu entraîneur de football.
Il est l'un des trois sélectionneurs remportant la Copa América 1959, en Argentine.